# Marion Pauw
Marion Pauw (Tasmanië, 19 augustus 1973) is een Nederlandse schrijfster en scenariste. Ze publiceert bij uitgeverij Anthos en Overamstel Uitgevers.

## Achtergrond
Ze groeit in haar jongste jaren op nabij Kingston Beach, Tasmanië (een baai nabij Hobart). Wanneer ze zes jaar oud is emigreert het gezin naar Leeuwarden. De ouders zijn streng gelovig binnen de Evangelische Kerk. Zo zijn niet alle televisieprogramma’s geschikt om te zien. In 2023 noemde Pauw als voorbeeld dat de televisie uit moest wanneer De Smurfen werd uitgezonden; de ouders vonden een tovenaar (Gargamel) te belastend. Ook speurden ze naar achteruitdraaimuziek (achteruit gesproken duivelse teksten in rocksongs) en verboden seks voor het huwelijk. Ze probeerde er diverse keren van los te komen, maar het lukte pas toen ze volwassen werd. Een volgende fase werd dat ze perfecte vrouw voor iedereen wilde zijn, maar ze liep rond haar 40e juist tegen de onmogelijkheid daarvan aan. Haar opleiding bestond uit het Christelijk Gymnasium te Leeuwarden (1985-1988) en het Christelijk College Groevenbeek te Ermelo (HAVO, 1988-1990). Ze bespeelde in haar jeugd ook de trompet en althoorn; ze deed zelfs mee aan een solistenconcours in Leeuwarden. Er volgde nog een studie HEAO in Utrecht (1993-2002). Van 1993 tot 2002 werkte ze als freelance journaliste en copywriter bij onder meer reclamebureaus.
In 2023 woont Marion Pauw met partner soms in Amsterdam en soms in Zuid-Spanje. Amsterdam is volgens haar te druk om goed te kunnen schrijven, dat behoudt ze dan ook voor Spanje. Wanneer ze geblokkeerd raakt biedt karaoke, waarin ze zich vrij voelt, vaak een oplossing. Als de stem losraakt, lukt het schrijven vaak ook weer.

## De boeken
In 2005 debuteerde ze met haar thriller Villa Serena. Haar definitieve doorbraak bereikte zij met haar boek Daglicht. Met dit boek won zij de Gouden Strop in 2009. Er werden bijna 200.000 exemplaren verkocht en het boek is uitgebracht in zes landen, waaronder de Verenigde Staten, Duitsland en Italië. In januari 2012 nam ze deel aan seizoen 12 van Wie is de Mol? van de AVRO. Ze was de eerste die afviel. In 2013 verscheen de verfilming van Daglicht in de bioscoop. De Amerikaanse filmrechten van Daglicht werden in 2017 verkocht aan het productiebedrijf Dutch Tilt. In 2015 was Pauw auteur van het geschenkboekje van het CPNB ter gelegenheid van de Maand van het Spannende Boek. Pauw haalt voor haar boeken onder meer inspiratie uit haar dagelijks leven. In haar boek Daglicht bijvoorbeeld is de protagonist iemand met autisme, iets waar Pauw in haar persoonlijke omgeving ervaring mee heeft. 
Na We moeten je iets vertellen in 2015 kondigde Pauw aan te stoppen met schrijven. In 2017 schreef zij echter samen met Susan Smit Hotel Hartzeer, een zelfhulpboek voor mensen met liefdesverdriet. In 2019 verscheen haar nieuwe roman De Experimenten bij Lebowski Publishers.
Naast schrijfster is Pauw scenariste van televisieseries. Haar debuut als scenariste was in 2010 met In Therapie (NCRV). Daarna volgden Dagboek van een Callgirl, Project Orpheus en Vlucht HS13.
In 2022 was Pauw een van de deelnemers aan het 22e seizoen van het RTL 4-programma Expeditie Robinson. Ze viel als eerste af en eindigde daarmee op de 21e plek.
In Tijgerlelie (Anthos, 2023) ging ze terug naar een zelf beleefde situatie met seksueel grensoverschrijdend gedrag waarbij ze zelf een bevriezingsreactie (freeze reactie) kreeg. Eenmaal uitgebracht begon Pauw aan een nieuw boek Het doen over de seksualiteit van vrouwen van boven de veertig jaar; hetgeen leidde tot de titel van het artikel in Het Parool (augustus 2023).

## Bestseller 60
| Boeken met noteringen in de Nederlandse Bestseller 60 | Jaar van verschijnen | Datum van binnenkomst | Hoogste positie | Aantal weken | Opmerkingen                                                           |
| ----------------------------------------------------- | -------------------- | --------------------- | --------------- | ------------ | --------------------------------------------------------------------- |
| Drift                                                 | 2006                 | 28 oktober 2006       | 55              | 1            |                                                                       |
| Daglicht                                              | 2008                 | 26 juli 2008          | 2               | 39           | winnaar Gouden Strop 2009                                             |
| Zondaarskind                                          | 2009                 | 25 juli 2009          | 15              | 14           |                                                                       |
| Jetset                                                | 2010                 | 30 oktober 2010       | 5               | 25           |                                                                       |
| De wilden                                             | 2013                 | 2 maart 2013          | 18              | 5            |                                                                       |
| Hemelen                                               | 2014                 | 20 mei 2014           | 25              | 13           |                                                                       |
| We moeten je iets vertellen                           | 2015                 | 22 mei 2015           | 21              | 6            |                                                                       |
| Hotel Hartzeer                                        | 2017                 | 20 april 2017         | 23              | 2            | in samenwerking met Susan Smit                                        |
| De experimenten                                       | 2019                 | 6 februari 2019       | 36              | 2            |                                                                       |
| Vogeleiland                                           | 2021                 | 5 mei 2021            | 16              | 8            | winnaar Gouden Strop 2022                                             |
| Vier wandelaars en een Siciliaan                      | 2022                 | 1 juni 2022           | 8               | 14           | in samenwerking met Elle van Rijn, Roos Schlikker en Femmetje de Wind |
| Tijgerlelie                                           | 2023                 | 7 juni 2023           | 10              | 16           |                                                                       |

## Scenarist
- 2010: In therapie seizoen 1
- 2011: In therapie seizoen 2
- 2015: Dagboek van een callgirl
- 2016: Project Orpheus
- 2016: Vlucht HS13
- 2017: Voor elkaar gemaakt
- 2018: Godin van de Jacht (naar het boek van Heleen van Royen, in productie)
- 2019: Stief

## Prijzen
- 2009: winnaar Gouden Strop - Daglicht
- 2009: nominatie Zilveren Kogel - Daglicht
- 2011: nominatie Zilveren Krulstaart - In Therapie
- 2015: nominatie Gouden Strop - Hemelen
- 2016: winnaar Icepick Award (IJsland) - Daglicht
- 2022: winnaar Gouden Strop - Vogeleiland